# Barbacoll rogenc
El barbacoll rogenc (Nonnula amaurocephala) és una espècie d'ocell de la família dels bucònids (Bucconidae) que habita la selva humida de l'oest del Brasil.